# Серизава Камо
Серизава Камо (芹沢 鴨; 2. септембар 1826 — 27. октобар 1863) био је јапански самурај и један од главник команданата јединице Шинсенгуми. У мачевању практиковао је стил „Шиндо Мунен-рју“. Његово пуно име било је Серизава Камо Таира но Мицумото (Серизава=презиме, Камо=име, Таира=име породичног клана, Мицумото=формално име.)

## Кратка биографија
Серизава је припадао породици виших „гоши“ самураја из Саризава села у области Мито (данашња префектура Ибараки). Имао је два старија брата и сестру, а као најмлађе дете у детињству носио је име Гента. Образован је у складу са соно џои идејама („подржимо цара, протерајмо варваре“) и подучаван мачевању од најранијих ногу у Кодукану која је била локална школа у округу Мито. 
Иако никад није начинио фотографију или направио портрет остао је забележен кратак опис Камоа који каже да је био велики човек, светле коже и ситних очију. Његово име „Камо“ у буквалном преводу патка (или гуска) било је веома неуобичајно за Јапан средином 19. века.
Мало позната чињеница је да је Серизава био добар у цртању и да је често показивао своје цртеже деци. 
Блиски њему описивали су га да је са једне стране, Серизава био неустрашив и храбар човек док се у другим ситуацијама понашао себично, да је имао преку нарав и да је често први започињао битке и препирке. Када је био лошег расположења умео је да буде насилан, посебно док је конзумирао алкохолна пића а говорило се да је често пио. Био је идеалиста који је поштовао царски двор и имао јака соно џои уверења а у исто време био је растрган јер се сврстао међу људе који су подржавали Токугава владавину.

## Период у Тенгутоу
Током своје младости Камо је једно време био свештеник у Шинто храму под заштитом породице Кимура. Оженио је ћерку породице Кимура па је променио име у Кимура Кеиџи. Године 1860, постаје део анти-страначке екстремистичке групе "Тенгу-то" (познате и као Тамазукурисеи) која је позната по томе што је убила Ии Наосукеа, таиро самураја који је био на високој позицији у влади. Након што се позитивно истакао и стекао одређену репутацију у групи, требало је да буде један од задужених самураја за ликвидацију Наосукеа али је закаснио и није успео да дође на време. Ране 1861. открио је да су три млада члана прекршила одређена правила групе и изгубивши стрпљење сву тројицу је обезглавио за чију је егзекуцију без дозволе завршио у затвору. Када се нова политичка струја окренула Токугавиној политици сви Тенгу припадници завршили су у затвору због умешаности у убиству Ии Наосукеа. У затвору прекраћује време пишући поезију до свог коначног пуштања касне 1862. године. Тада мења своје име у Серизава Камо и придружује се јединици „Рошигуми“.

## Мибу Рошигуми/Шинсенгуми период
Након доласка у Кјото, Серизавина и Кондова група одваја се од Рошигумија постајући једна мала изолована група која је у почетку бројала само 13 чланова. Неколико недеља касније Кондо и Серизава одлучују да пошаљу писмо Аизу клану са молбом да им допусте да као полицијска снага чувају Кјото. Аизу клан са њиховим даимјоом Мацудаиром Катаморијем који били задужени да чувају град од самураја побуњеничких округа попут Чошу и Тосе сложили су се да прихвате њихову помоћ и дозволе им да под њиховом надлежношћу чувају град. Идеја да раде у граду потекла је од Серизавиног старијег брата који је имао веза са кланом Аизу који је радо прихватио понуду и начинио нову полицијску јединицу која је у међувремену нарасла на 22 особе. Серизава постаје главни командир групе која се сад назива Мибу Рошигуми (Мибу по месту где су стационирани).
Међутим Серизава је иницирао неколико инцидената и скандала. Током 18. јула (по лунарном календару 3. јуна) када су Серизава и његова група изашли на пиће, Серизава је упао у борбу са сумо рвачем која се касније развила у већи конфликт у ком су се укључили остали рвачи (25-30 њих) али и Серизавини следбеници. У гостионици је било само десетак Рошигумија али су у овом сукобу изашли победосно јер су били наоружани. Сукоб се завршио смрћу десетак сумо рвача и рањавањем више њих док је Серизавина група била скоро неозлеђена. Вест о овом инциденту брзо се раширила блатећи репутацију новонастале јединице. Касније у јуну Серизава се са својом групом поново окупио на пићу у једном ресторану у Шимахари. У једном тренутку је изгубио контролу и у бесу руинирао цело место до те мере да се објекат морао затворити за даљи рад. Нешто касније, 25. септембра (по линарном 13. августа), Серизава је са својим следбеницима уништио Јаматоју – радњу свиле као одмазду клану Аизу који нису хтели да их исплате.

## Смрт
Следећег месеца, 19. октобра Ними Нишики, који је био заменик капетана Шинсенгумија добио је наређење да изврши сепуку, ритуелно самурајско самоубиство од стране Хиџикате и Јаманамија. Његовом смрћу започела је чистка у јединици којој је Кондо желео да се ослободи Серизаве и његове групе лојалних људи. Када су Серизава, Хирајама и Хирада сазнали за овај сепуку нису могли да реагују јер је Кондо од августа почео да регрутује већи број људи за свој део јединице. 
Сматра се да се главна чистка јединице одиграла 30. октобра (мада се спекулише да се то можда десило два дана раније) када се цела група Мибу Рошигумија окупила на пићу. Серизава је тог дана убијен заједно са Оуме, женом која му је била љубавница и Хирајамом. Хирада као једини преживели у групи побегао је за Мито где је обавестио Серизавину породицу о његовој смрти. Сматра се да је ова чистка организована под наређењем Мацудаире Катаморија.
И даље се воде дебате о детаљима Серизавине смрти као и о томе ко је све био умешан у његову смрт. Сматра се да су тај задатак Кондо и Хиџиката могли да задају само особама у које су имале највише поверења па се претпоставља да су у убиство умешани Хиџиката, Окита, Јаманами, Иноуе и Харада. Постоји и алтернативна која говори да су убиство можда извршили Хиџиката, Тодо, Саито и Харада. Најмање је вероватно да је Кондо сам био умешан у убиство имајући у виду да је таква акција била сувише ризична за главног заповедника који би на тај начин ризиковао повреду или смрт.

### Теорије
Постоји велики број теорија везаних за мотив убиства Серизаве. Нека од њих су следећа:
- Серизава је био сувише ван контроле па је округ Аизу тајно испланирао његово убиство уз помоћ Конда и Хиџикате.

Ово је можда најраспрострањенија теорија. Постоји велика вероватноћа да су и Аизу хан и Кондо веровали да је Серизава сувише безобзиран да би водио једну таку битну скупину људи која би требало да одржава мир у граду што је довело до његовог смакнућа.
- Мито хан је имао интереса да преузме Мибу Рошингумије као скупину верну соно џои идејама. Аизу хан који је више подржавао владавину Токугава није желео да се тако нешто деси па је наредио Конду да убије Серизаву.

Ово је мање позната теорија. Аизу је већ имао пуно посла са самурајима из побуњеничких округа попут Чошу и Тосе па није желео да допусти да и клан Мито који је био подељен са подршком шогуну и цару уђе у отворен сукоб на улицама Кјота. Из страха да званичници из округа Мито не дођу у контакт са Серизавом и придобију га у својим уверењима могло је доћи до наређања за његово смакнуће.
- Кондо и Хиџиката су искористили Серизавине везе са округом Аизу и сад им више није био потребан.

Сматра се да се Кондо и Хиџиката нису најбоље слагали са Серизавом од самог почетка оснивања Рошигумија, али без њега и његовог брата оснивање субјединице Мибу Рошигуми не би било могуће. Да није било Серизавиног старијег брата који је имао везе са Аизу кланом не би било ни Шинсенгумија а то је највероватније био главни разлог зашто су Серизави допустили да буде главни командант јединице. Када су осетили да се стекли довољно поверења према клану Аизу Серизава им више није био потребан па су га убили. Постоји могућност да су можда и прећутали прави разлог његове смрти, обавештавајући Аизу да је Серизава умро од болести.

### Гроб
Кондова група се постарала за Серизавину сахрану на којој је дошао и његов старији брат. Његов надгробни споменик је постављен годину дана након његове смрти у Мибу храму где и дан данас почива.
Постоји цитат о њему од стране Нагакуре Шинпачија:
◎新選組顛末記-永倉 新八
猛烈な勤皇思想を抱き、つねに攘夷を叫んでいた。
大勢からは先生と呼ばれていた。
それほどの才幹で、国家有事の時にむざむざと横死したことは、彼自身のみならず、国家的損害であるとは、当時、心あるものの一致するところであった。
Грубо преведено као:
"Држао се снажно својих про-царских ставова и стално је причао о протеравању странаца. Сви су га звали и сматрали учитељем (сенсеи). Био је велики човек али је умро у периоду када је био потребан земљи. Осећали смо да ово није био само губитак једног човека већ губитак за целу државу".
Због ових речи сматра се да је Нагакура осећао велико поштовање према Серизави.

## У популарној култури
Као и остали припадници Шинсенгумија и Серизава је често приказан, што историјски, што фиктивно у великом броју серија, филмова, документараца, представа, анимеима и мангама.
У годишњим таига драмама које државна телевизија Јапана сваке године снима о својим историјским личностима и догађајима, Серизава се појављује у серији „Шинсенгуми! из 2004. године.
Приказује се и као једна од личности у романима Шибе Рјотароа „Moeyo Ken“ (Гори, мачу) и „Shinsengumi Keppuroku“ (Записник о крвопролићима Шинсенгумија).
Појављује се у манги и анимеу „Миротворац Курогане“, Hakuōki“, „Kaze Hikaru“ али и у „Руроуни Кеншину“.